# Champion de catch
Pour plus de détails, voir Fiche technique et Distribution.
Champion de catch (Bunny Hugged) est un cartoon Merrie Melodies réalisé par Chuck Jones mettant en scène Bugs Bunny et le Castagneur. Réalisé en 1950, il ne sort que l'année suivante. Ce court-métrage est essentiellement le successeur de Rabbit Punch par le même réalisateur en 1948, mais remplaçant le thème de la boxe pure en celui de catch.

## Synopsis
L'histoire s'ouvre sur un match de catch qui tourne au combat de boxe, opposant le musclé et rugissant « Crusher » (« le Castagneur » en V.F.) au ravissant apollon « Ronald le dandy » (« Ravishing Runno » en V.O.) : après avoir servi littéralement de punching-ball, « Runno » est remplacé par son valet ou mascotte (qui n'est autre que Bugs Bunny) déguisé en « Vengeur masqué » (« Masked Terror » en V.O.). Ce dernier s'efforce en vain d'essayer de tordre le cou à Crusher, qui l'envoie d'un coup de poing sur un poteau du ring ; Bugs est sonné, retente cependant son coup. Mais Crusher se saisit du lapin sans difficulté, tourne ses longues oreilles comme s'il s'agissait d'une hélice d'un avion à élastique, et le relâche. Bugs vole à travers toute la salle, avant de s'écraser lourdement sur le ring. Crusher l'immobilise ensuite et l'écrase entre ses jambes. Pour lui échapper, le lapin déchire son masque, faisant croire à Crusher qu'il a déchiré son caleçon. Crusher se redresse, laisse échapper son adversaire. Bugs revient déguisé en tailleur ambulant, pique le derrière de Crusher qui se tient derrière un paravent. Crusher saute jusqu'au plafond. Il revient et fonce sur le ring. Mais Bugs l'attend avec un coffre-fort sans fond et porte ouverte. Emporté dans son élan, le catcheur traverse le coffre-fort, plonge dans les cordes qui le renvoient dans le coffre... avec la porte refermée. Crusher, complètement assommé, se laisse guider par le lapin qui le rhabille (avec veste et chapeau), le couche sur le dos et l'épingle au sol (avec de vraies épingles de sûreté). L'arbitre déclare Bugs victorieux. Crusher se réveille d'un coup, fou de colère. Mais, contre toute attente, il tend gentiment la main à Bugs. La foule crie : « non ! ». Crusher lui répond par un rugissement terrible, puis présente à nouveau sa main. Malin, le lapin lui tend un bâton de dynamite allumé caché dans un faux bras. Crusher se fait exploser en voulant le mordre. Désormais débarrassé de son adversaire, le lapin tout fier plie son bras... mais à la place de faire gonfler le biceps, son bras pendouille mollement, révélant le peu de muscles sur son râble de lapin.

## Fiche technique
- Réalisation : Chuck Jones
- Scénario : Michael Maltese
- Musique : Carl W. Stalling et Milt Franklyn (non crédités)
- Montage : Treg Brown (non crédité)
- Producteur : Edward Selzer
- Société de production : Warner Bros. Pictures
- Société de distribution : Warner Bros. Pictures (1951) ; Warner Home Video (1993, 2004)
- Pays : États-Unis
- Langue : anglais
- Format : 1,37 :1 Technicolor
- Durée : 7 minutes
- Date de sortie : (cinéma, États-Unis) 10 mars 1951[2]

## Voix
- Mel Blanc : Bugs Bunny et l'annonceur
- John T. Smith  : « Crusher »

## Animation
- Peter Alvarado : préparation
- Philip DeGuard : arrière-plans
- Ken Harris : animateur
- Phil Monroe : animateur
- Lloyd Vaughan : animateur
- Ben Washam : animateur

## «Ronald le dandy»
Le personnage de Ronald le dandy est copié sur « Gorgeous George » (George Raymond Wagner), un catcheur renommé de l'époque. Il avait l'habitude lui aussi d'entrer en scène avec un valet de chambre à ses côtés, de se parfumer et de porter des épingles à cheveux.

## Musiques dans le film
- Dinner Music for a Pack of Hungry Cannibals

(non créditée). Musique par Raymond Scott.
- What's Up, Doc?

(non créditée). Musique par Carl W. Stalling.
- The Washington Post

(non creditée). Musique par John Philip Sousa.
- Shuffle Off to Buffalo

(non creditée). Musique par Harry Warren.
- Voices of Spring

(non creditée). Musique par Johann Strauß.
- Cuddle Up a Little Closer

(non creditée). Musique by Karl Hoschna.
- Every Little Movement

(non creditée). Musique par Karl Hoschna.
- My Buddy

(non creditée). Musique par Walter Donaldson.